# Agatóbulo
Agatóbulo ( grego : Ἀγαθόβουλος Agathoboulos; século II) de Alexandria, que viveu c. 125 d.C., foi um filósofo cínico e professor de Demonax e Peregrinus Proteus.

Pouco se sabe sobre sua vida. Ele é listado na Crônica de Jerônimo como florescente na 224ª Olimpíada (117 a 121 d.C.): "Plutarco de Queronéia, Sexto, Agatóbulo e Enómao são considerados filósofos notáveis." Ele também é mencionado na Cronografia de George Synkellos associada a eventos de 109 a 120 d.C. "O filósofo Sexto, assim como Agatóbulo e Enomau estavam se tornando conhecidos".